# Sogno d'amore (film 1955)
Sogno d'amore (Sincerely Yours) è un film del 1955 diretto da Gordon Douglas.
Il film è citato nel libro di John J. B. Wilson, fondatore dei Razzie Awards, come uno dei peggiori 100 film mai girati.

## Trama
Anthony Warrin è un pianista di successo in procinto di suonare alla Carnegie Hall con una bella fidanzata bionda e una fedele segretaria bruna. Purtroppo, prima del debutto alla Carnegie, viene colto da una malattia misteriosa che lo conduce alla sordità, così, privato dei mezzi per vivere deve arrangiarsi in qualche modo dopo essere stato mollato dalla fidanzata e dalla segretaria. Altruista e capace di leggere le labbra prega per le persone bisognose d'aiuto, che legge nei loro labiali, il suo buon cuore verrà premiato: riotterrà l'udito, il lavoro e l'amore.

## Produzione
Il film fu prodotto dalla Warner Bros. e dall'International Artists.

## Distribuzione
Distribuito negli Stati Uniti dalla Warner Bros., il film uscì in sala il 1º novembre 1955.